# Station Clapton
Clapton is een spoorwegstation van National Rail in Hackney in Engeland. Het station is eigendom van Network Rail en wordt beheerd door Greater Anglia. 
Het station heeft regelmatige verbindingen met:

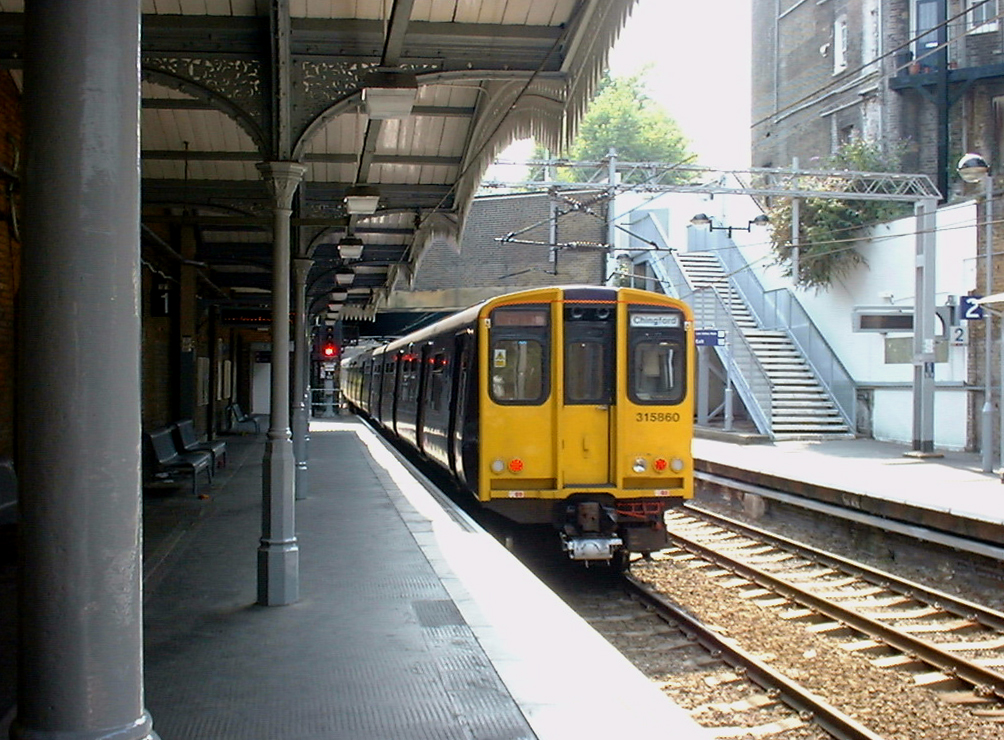
Perrons

Liverpool Street,
Bethnal Green,
Hackney Downs,
St James Street,
Walthamstow Central,
Wood Street,
Highams Park en
Chingford.
- Perrons